# Qazaqstan Prem'er Ligasy 2013
La Qazaqstan Prem'er Ligasy 2013 è stata la 22ª edizione della massima divisione del calcio kazako. La stagione è iniziata il 9 marzo e si conclude il 2 novembre. L'Aktobe ha vinto il titolo per la quarta volta.

## Novità
Il numero delle squadre è sceso da 14 a 12: per questo è stata modificata la formula, reinserendo la seconda fase.

Le squadre Qaýsar, Sūnqar e Oqjetpes sono retrocesse nella stagione 2012. Dalla Birinşi Lïga è stata promossa la squadra Vostok.

## Formula
Le 12 squadre si affrontano in un girone di andata e ritorno, per un totale di 22 giornate. Al termine, le prime sei classificate giocano un play-off per il campionato. Le ultime sei classificate partecipano a un play-out per evitare la retrocessione. I punti conquistati nella prima fase vengono dimezzati.

La squadra campione del Kazakistan ha il diritto a partecipare alla UEFA Champions League 2014-2015 partendo dal secondo turno di qualificazione.

Le squadre classificate al secondo e terzo posto sono ammesse alla UEFA Europa League 2014-2015 partendo dal primo turno di qualificazione.

La vincitrice della Coppa nazionale è ammessa alla UEFA Europa League 2014-2015 partendo dal secondo turno di qualificazione.

La penultima classificata gioca lo spareggio con la seconda classificata della Birinşi Lïga.

L'ultima classificata retrocede direttamente in Birinşi Lïga.

## Squadre partecipanti
| Club              | Stagione | Città       | Stadio                       | Posizione 2012           |
| ----------------- | -------- | ----------- | ---------------------------- | ------------------------ |
| Aqjaıyq           |          | Oral        | Petr Atoyan                  | 8º posto                 |
| Aqtöbe            |          | Aqtöbe      | Central'nyj                  | 3º posto                 |
| Astana            | dettagli | Astana      | Astana Arena                 | 5º posto                 |
| Atyrau            |          | Atyrau      | Munajši                      | 11º posto                |
| Ertis             |          | Pavlodar    | Central'nyj                  | 2º posto                 |
| Jetisu            |          | Taldyqorǧan | Jetysw                       | 12º posto                |
| Qairat            |          | Almaty      | Stadio Centrale              | 10º posto                |
| Ordabasy          |          | Šymkent     | Stadio Qajımuqan Muñaýtpasov | 7º posto                 |
| Shahter Qaraǵandy |          | Qaraǧandy   | Şaxter                       | Campione                 |
| Taraz             |          | Taraz       | Central'nyj                  | 4º posto                 |
| Tobyl             |          | Qostanaj    | Central'nyj                  | 6º posto                 |
| Vostok Öskemen    |          | Öskemen     | Vostok                       | 2º posto in Birinşi Lïga |

## Prima fase

### Classifica
|  | Pos. | Squadra           | Pt | G  | V  | N  | P  | GF | GS | DR  |
|  | ---- | ----------------- | -- | -- | -- | -- | -- | -- | -- | --- |
|  | 1.   | Aqtöbe            | 47 | 22 | 14 | 5  | 3  | 30 | 12 | +18 |
|  | 2.   | Astana            | 41 | 22 | 12 | 5  | 5  | 35 | 24 | +11 |
|  | 3.   | Shahter Qaraǵandy | 35 | 22 | 10 | 5  | 7  | 31 | 23 | +8  |
|  | 4.   | Ertis             | 34 | 22 | 9  | 7  | 6  | 24 | 20 | +4  |
|  | 5.   | Qairat            | 31 | 22 | 7  | 10 | 5  | 28 | 24 | +4  |
|  | 6.   | Ordabasy          | 30 | 22 | 8  | 6  | 8  | 20 | 20 | 0   |
|  | 7.   | Atyrau            | 27 | 22 | 7  | 6  | 9  | 18 | 28 | -10 |
|  | 8.   | Tobyl             | 26 | 22 | 7  | 5  | 10 | 30 | 27 | +3  |
|  | 9.   | Vostok Öskemen    | 23 | 22 | 5  | 8  | 9  | 12 | 24 | -12 |
|  | 10.  | Jetisu            | 21 | 22 | 4  | 12 | 6  | 20 | 25 | -5  |
|  | 11.  | Taraz             | 18 | 22 | 4  | 6  | 12 | 19 | 29 | -10 |
|  | 12.  | Aqjaıyq           | 13 | 22 | 4  | 7  | 11 | 24 | 35 | -11 |

Legenda:

      Ammesse alla poule scudetto

      Ammesse alla poule retrocessione

Note:

Tre punti a vittoria, uno a pareggio, zero a sconfitta.
Jetisw, 3 punti di penalizzazione.
Aqjaýıq, 6 punti di penalizzazione.

### Risultati
|               | Aqj  | Aqt  | Ast  | Aty  | Ert  | Jet  | Kai  | Ord  | Şax  | Tar  | Tob  | Vos  |
| ------------- | ---- | ---- | ---- | ---- | ---- | ---- | ---- | ---- | ---- | ---- | ---- | ---- |
| Aqjajyk       | –––– | 1-1  | 2-2  | 4-0  | 1-2  | 2-0  | 0-0  | 1-2  | 3-0  | 1-0  | 1-1  | 0-0  |
| Aqtöbe        | 2-0  | –––– | 2-1  | 3-0  | 3-0  | 1-1  | 1-1  | 1-0  | 3-1  | 3-2  | 1-0  | 0-1  |
| Astana        | 3-1  | 1-2  | –––– | 1-2  | 1-1  | 4-1  | 0-0  | 0-1  | 1-0  | 3-1  | 1-0  | 1-0  |
| Atyrau        | 1-0  | 0-2  | 1-2  | –––– | 0-0  | 1-1  | 1-1  | 0-0  | 1-0  | 3-1  | 1-0  | 2-0  |
| Ertis         | 3-1  | 0-0  | 0-1  | 1-0  | –––– | 0-1  | 2-1  | 2-0  | 2-2  | 1-0  | 1-0  | 1-1  |
| Jetisw        | 5-1  | 0-0  | 1-1  | 0-1  | 1-0  | –––– | 0-0  | 0-0  | 0-0  | 1-1  | 1-4  | 0-0  |
| Kairat Almaty | 2-1  | 1-0  | 1-2  | 0-0  | 3-2  | 3-3  | –––– | 0-0  | 1-1  | 2-1  | 4-2  | 2-0  |
| Ordabası      | 4-2  | 0-1  | 0-2  | 3-0  | 1-3  | 1-2  | 1-0  | –––– | 0-0  | 0-0  | 1-0  | 4-1  |
| Şaxter        | 4-0  | 1-2  | 1-3  | 3-2  | 2-1  | 1-0  | 2-1  | 3-0  | –––– | 3-0  | 2-0  | 2-0  |
| Taraz         | 1-1  | 0-1  | 0-0  | 4-1  | 0-1  | 0-0  | 2-1  | 0-1  | 2-1  | –––– | 1-2  | 1-0  |
| Tobol         | 1-1  | 1-0  | 5-1  | 2-1  | 0-0  | 3-1  | 2-3  | 0-0  | 1-2  | 2-2  | –––– | 3-0  |
| Vostok        | 1-0  | 0-1  | 1-3  | 0-0  | 1-1  | 1-1  | 1-1  | 2-1  | 0-0  | 1-0  | 1-0  | –––– |

## Poule scudetto

### Classifica
|                       | Pos. | Squadra           | Pt | G  | V  | N  | P  | GF | GS | DR  |
| --------------------- | ---- | ----------------- | -- | -- | -- | -- | -- | -- | -- | --- |
| Kazakistan (bandiera) | 1.   | Aqtöbe            | 43 | 32 | 20 | 6  | 6  | 46 | 22 | +24 |
|                       | 2.   | Astana            | 42 | 32 | 19 | 5  | 8  | 54 | 35 | +19 |
|                       | 3.   | Qairat            | 33 | 32 | 12 | 12 | 8  | 44 | 38 | +6  |
|                       | 4.   | Shahter Qaraǵandy | 26 | 32 | 12 | 7  | 13 | 43 | 45 | -2  |
|                       | 5.   | Ordabasy          | 26 | 32 | 11 | 8  | 13 | 33 | 37 | -4  |
|                       | 6.   | Ertis             | 24 | 32 | 12 | 8  | 12 | 41 | 39 | +2  |

Legenda:

      Campione del Kazakhistan e ammessa alla UEFA Champions League 2014-2015

      Ammesse alla UEFA Europa League 2014-2015

Note:

Tre punti a vittoria, uno a pareggio, zero a sconfitta.
Aqtöbe: 24 punti, 30 gol fatti, 12 gol subiti

Astana: 21 punti, 35 gol fatti, 24 gol subiti

Şaxter: 18 punti, 31 gol fatti, 23 gol subiti

Qayrat: 16 punti, 28 gol fatti, 24 gol subiti

Ordabası: 15 punti, 20 gol fatti, 20 gol subiti

Ertis: 14 punti, 24 gol fatti, 20 gol subiti

### Risultati
|               | Aqt  | Ast  | Ert  | Kai  | Ord  | Şax  |
| ------------- | ---- | ---- | ---- | ---- | ---- | ---- |
| Aqtöbe        | –––– | 2-0  | 3-1  | 2-0  | 2-2  | 4-0  |
| Astana        | 1-0  | –––– | 4-2  | 1-2  | 3-1  | 1-2  |
| Ertis         | 4-0  | 0-1  | –––– | 2-3  | 3-0  | 2-1  |
| Kairat Almaty | 0-1  | 1-2  | 3-1  | –––– | 0-0  | 3-3  |
| Ordabası      | 2-1  | 0-2  | 3-1  | 1-2  | –––– | 4-0  |
| Şaxter        | 0-1  | 1-4  | 1-1  | 1-2  | 3-0  | –––– |

## Poule retrocessione

### Classifica
|  | Pos. | Squadra        | Pt | G  | V  | N  | P  | GF | GS | DR  |
|  | ---- | -------------- | -- | -- | -- | -- | -- | -- | -- | --- |
|  | 1.   | Tobyl          | 35 | 32 | 14 | 6  | 12 | 48 | 33 | +15 |
|  | 2.   | Atyrau         | 28 | 32 | 10 | 11 | 11 | 26 | 38 | -12 |
|  | 3.   | Jetisu         | 22 | 32 | 6  | 17 | 9  | 22 | 32 | -10 |
|  | 4.   | Taraz          | 21 | 32 | 7  | 9  | 16 | 30 | 38 | -8  |
|  | 5.   | Vostok Öskemen | 20 | 32 | 6  | 13 | 13 | 20 | 37 | -17 |
|  | 6.   | Aqjaıyq        | 19 | 32 | 7  | 10 | 15 | 37 | 50 | -13 |

Legenda:
 Ammessa allo spareggio promozione-retrocessione
      Retrocessa in Ekinşi Lïga 2014
Note:

Tre punti a vittoria, uno a pareggio, zero a sconfitta.
Atyrau: 14 punti, 18 gol fatti, 28 gol subiti

Tobol: 13 punti, 30 gol fatti, 27 gol subiti

Vostok: 12 punti, 12 gol fatti, 24 gol subiti

Jetisw: 11 punti, 20 gol fatti, 25 gol subiti

Taraz: 9 punti, 19 gol fatti, 29 gol subiti

Aqjaýıq: 7 punti, 24 gol fatti, 35 gol subiti

### Risultati
|         | Aqj  | Aty  | Jet  | Tar  | Tob  | Vos  |
| ------- | ---- | ---- | ---- | ---- | ---- | ---- |
| Aqjajyk | –––– | 3-0  | 0-0  | 2-1  | 1-3  | 2-2  |
| Atyrau  | 2-2  | –––– | 0-0  | 1-0  | 0-0  | 1-0  |
| Jetisw  | 0-3  | 0-0  | ---- | 0-2  | 1-0  | 0-0  |
| Taraz   | 3-0  | 1-1  | 0-1  | –––– | 2-0  | 1-1  |
| Tobol   | 2-0  | 3-1  | 2-0  | 2-0  | –––– | 2-1  |
| Vostok  | 2-0  | 1-2  | 0-0  | 1-1  | 0-4  | –––– |

## Spareggio promozione-retrocessione
|               |           |                | Città e data            |
| ------------- | --------- | -------------- | ----------------------- |
| Spartak Semeı | 1 - 0 dts | Vostok Öskemen | Astana, 6 novembre 2013 |

Il Vostok retrocede in Birinşi Lïga e al suo posto viene promosso lo Spartak Semey.

## Classifica marcatori
| Gol |  |  | Giocatore          | Squadra                       |
| --- |  |  | ------------------ | ----------------------------- |
| 15  |  |  | Ihar Zjan'kovič    | Aqjaıyq 9 Shahter Qaraǵandy 6 |
| 13  |  |  | Igor Bugaiov       | Tobyl                         |
| 12  |  |  | Momodou Ceesay     | Qairat                        |
| 12  |  |  | Edin Junuzović     | Jetisu 4 Ordabasy 8           |
| 10  |  |  | Josip Knežević     | Qairat                        |
| 9   |  |  | Nurbol Jumasqalıev | Tobyl                         |
| 7   |  |  | Marat Xaýrwllïn    | Aqtöbe                        |
| 7   |  |  | Pavel Černý        | Aqjaıyq                       |
| 7   |  |  | Mensur Kurtiši     | Tobyl                         |
| 6   |  |  | Aleksandr Geynrih  | Aqtöbe                        |
| 6   |  |  | Aleksey Shchetkin  | Jetisu 2 Atyrau 4             |
| 6   |  |  | Andrei Finonchenko | Shahter Qaraǵandy             |
| 6   |  |  | Damir Kojašević    | Astana                        |
| 6   |  |  | Tañat Nöserbayev   | Astana                        |
| 6   |  |  | Patrick Twumasi    | Astana                        |

## Verdetti
- Campione del Kazakhistan:  Aqtöbe
- In UEFA Champions League 2014-2015:  Aqtöbe (al secondo turno di qualificazione)
- In UEFA Europa League 2014-2015:  Astana,  Qairat e  Shahter Qaraǵandy[1] (al primo turno di qualificazione)
- Retrocesse in Birinşi Lïga:  Vostok Öskemen e  Aqjaıyq